# هولدمن (اورگن)
هولدمن (به انگلیسی: Holdman) یک منطقهٔ مسکونی در ایالات متحده آمریکا است که در شهرستان اوماتیلا، اورگن واقع شده‌است.